# Сюрбрак
Сюрбрак (африк. и англ. Suurbraak) — небольшой город на юго-западе Южно-Африканской Республики, на территории Западно-Капской провинции. Входит в состав района Оферберх. Является частью местного муниципалитета Свеллендам.

## История
Поселение, из которого позднее вырос город, было основано в 1812 году.

## Географическое положение
Город расположен в южной части провинции, преимущественно на левом берегу реки Бюффельяхсрифир, на расстоянии приблизительно 182 километров (по прямой) к востоку от Кейптауна, административного центра провинции. Абсолютная высота — 255 метров над уровнем моря.

## Климат
Климат города субтропический средиземноморский. Среднегодовое количество осадков — 454 мм. Наибольшее количество осадков выпадает в период с марта по ноябрь. Средний максимум температуры воздуха варьируется от 17,3 °C (в июле), до 27,6 °C (в феврале). Самым холодным месяцем в году является июль. Средняя минимальная ночная температура для этого месяца составляет 4,9 °C.

## Население
По данным официальной переписи 2011 года, население Сюрбрака составляло 2252 человека, из которых мужчины составляли 48,31 %, женщины — соответственно 51,69 %. В расовом отношении цветные составляли 93,21 % от населения города, негры — 3,2 %, белые — 2,62 %, азиаты (в том числе индийцы) — 0,58 %, представители других рас — 0,4 %. Наиболее распространёнными среди горожан языками были: африкаанс (95,87 %) и английский (3,29 %).

## Транспорт
Через город проходит региональное шоссе R324. Ближайший аэропорт расположен в городе Свеллендам.